# Station Pavillons
Station Pavillons was een spoorweghalte langs spoorlijn 135 (Walcourt- Florennes) in de Belgische gemeente Florennes. Het station is nu een privé-woning
0,0: Walcourt ·
2,6: Vogenée ·
3,8: Rossignol ·
5,6: Fairoul ·
7,2: Fraire ·
8,3: Fraire-Humide ·
9,7: Froidmont ·
12,2: Morialmé ·
14,3: Morialmé-Bifurcation ·
16,2: Pavillons ·